# Urne biconique

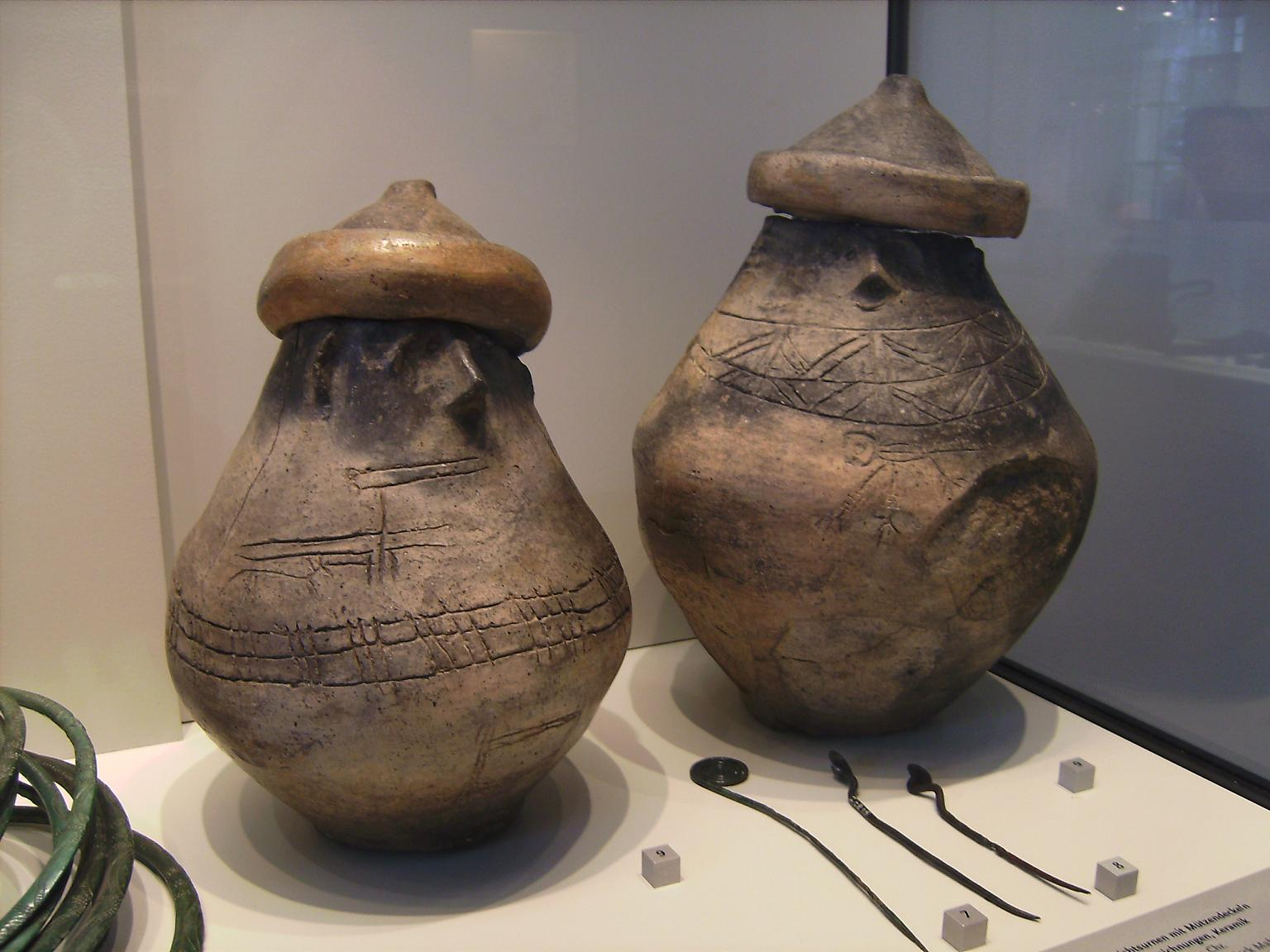
Urne à décor rustique, musée de Berlin.

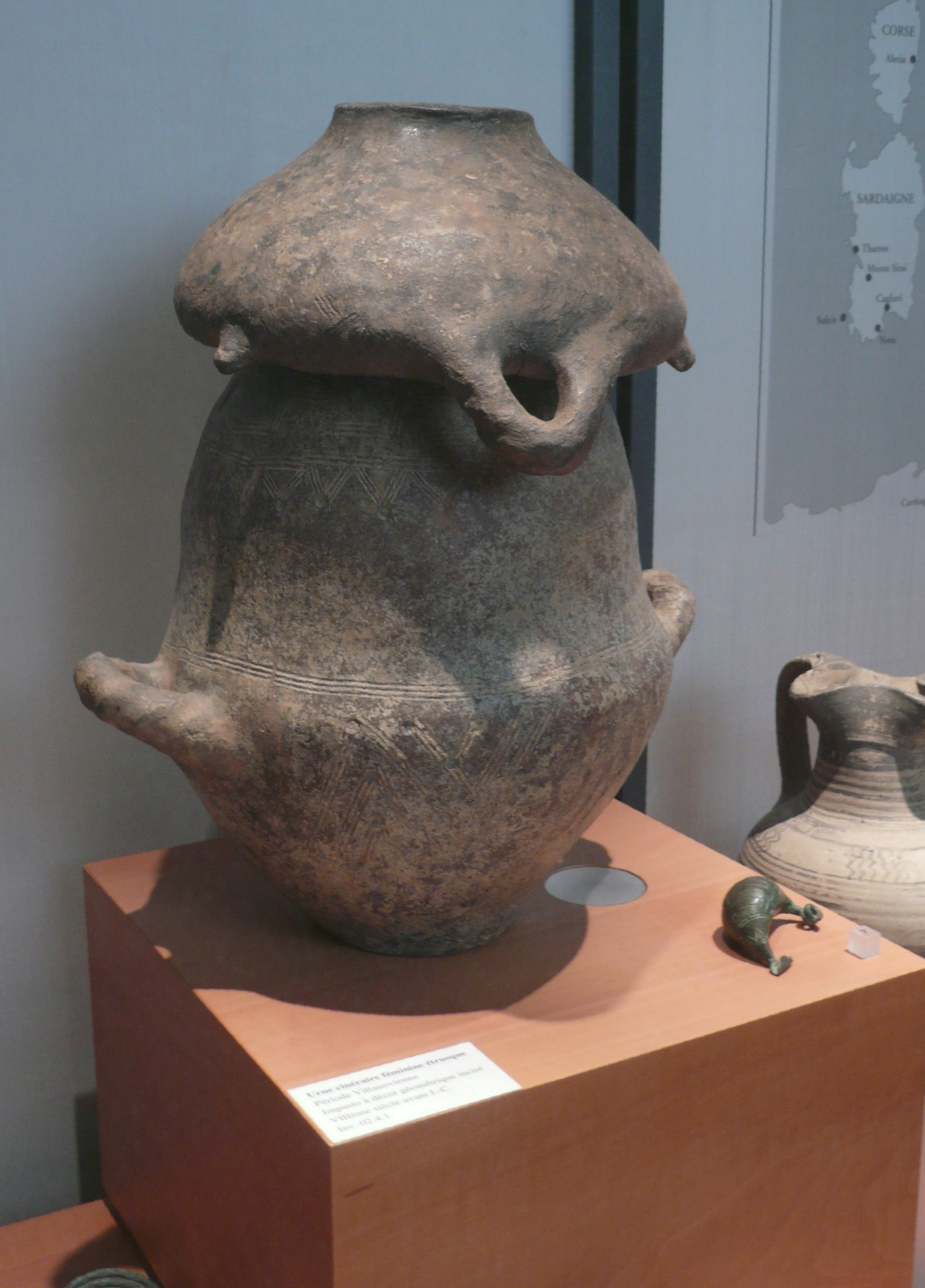
Urne biconique à couvercle complexe, Musée de Marseille.

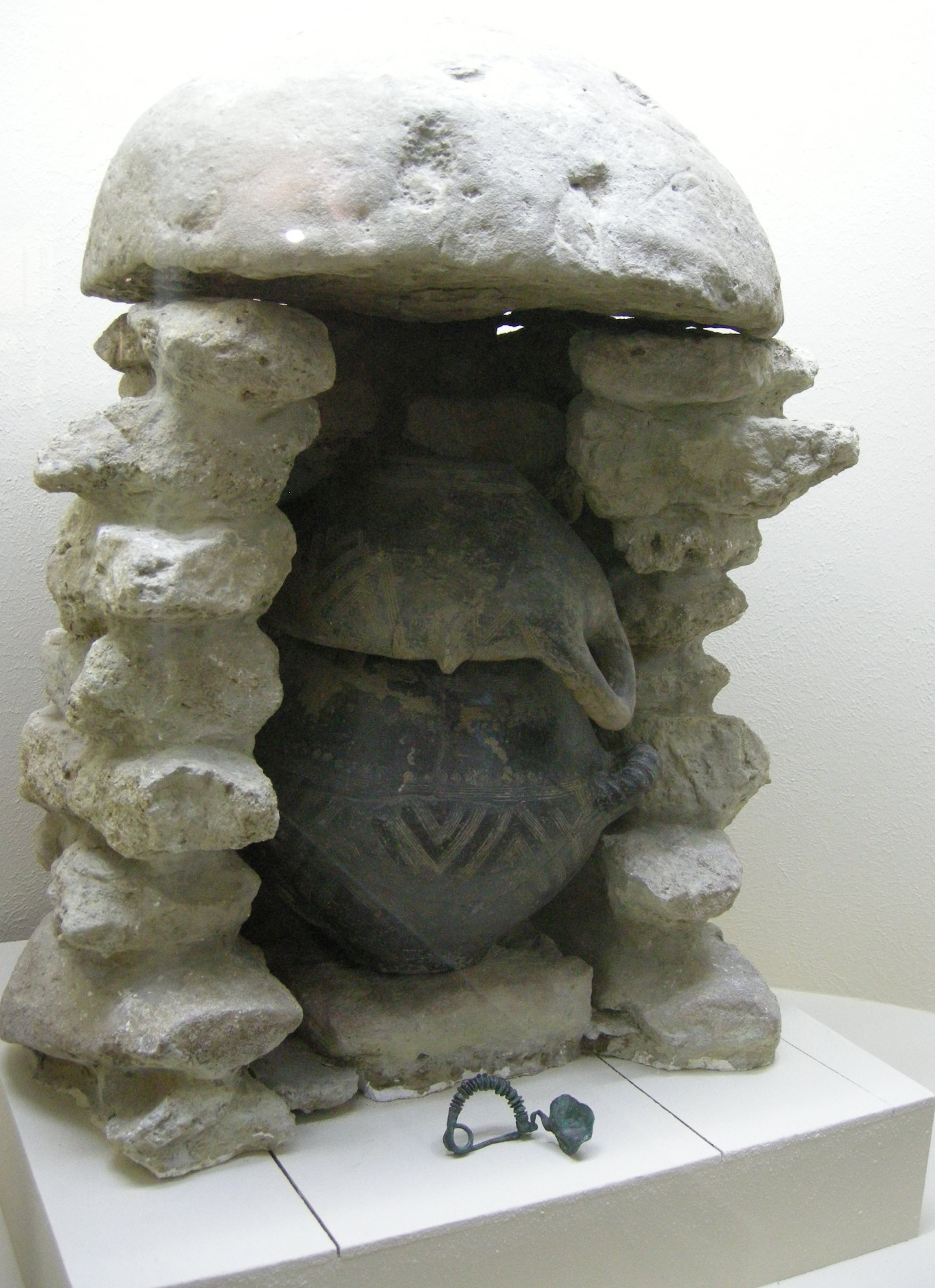
Urne biconique sous son appareillage de pierre (Musée Guarnacci de Volterra).

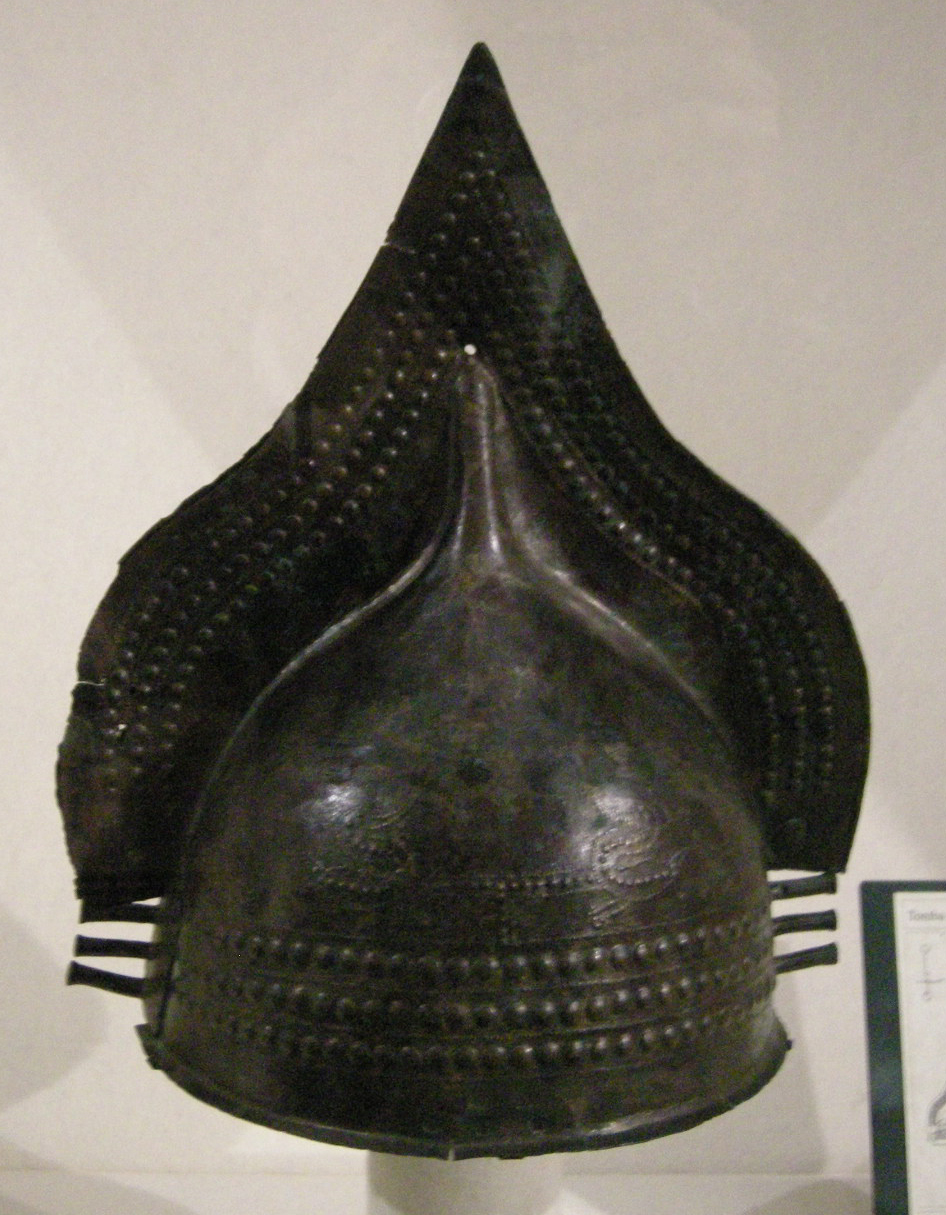
Casque en bronze découvert sur une urne biconique.

L’urne biconique est un type d'urne cinéraire étrusque typique des productions de  la culture villanovienne des XIe et VIIIe siècles av. J.-C. (début de l'âge du fer).

## Description
Ce type d'urne était destinée à contenir les  cendres et les os brûlés  du mort après sa crémation. 
En argile grossière non épurée, ces urnes étaient  modelées à la main (impasto), et décorée de motifs géométriques incisés. 
La fermeture, au sommet de l'urne, s'opérait par une écuelle ou un casque (parfois en bronze décoré et repoussé, souvent à crête, quelquefois imité en terre cuite), signe anthropomorphe de personnalisation (de son existence humaine passée, ou représentation symbolique de sa présence dans la tombe).
Elles pouvaient comporter une anse, et dans certains cas, une deuxième anse, cassée au moment du rite funéraire.
Ces urnes ont été retrouvées dans des puits de pierres fermés à leur sommet (Villanova, Monterozzi).

## Exemplaires typiques
- Urne cinéraire biconique à décor géométrique incisé (XIe et VIIIe siècles av. J.-C.), de la nécropole de Monterozzi, Tarquinia - conservée au  Musée du Louvre - Antiquités grecques, étrusques et romaines (origine : musée Pigorini (Rome), 1927)[3]
- Exemplaire en céramique à pâte claire, originaire de Vulci, nécropole de l'Osteria IXe siècle av. J.-C., céramique à pâte claire- inv. 15310 du Musées du Vatican[4]
- Modèle en céramique noir de type bucchero, le couvercle est de forme similaire inversée (en céramique noire, avec une anse également), Musée National d'Archéologie, Portugal[5]
- Exemplaire à couvercle complexe, musée d’archéologie méditerranéenne de la Vieille-Charité, Marseille
- Reconstitution de tombes à urnes biconiques, Musée Guarnacci de Volterra.